# Centrale thermique de Konakovo
La centrale de Konakovo est une centrale thermique alimentée au gaz naturel située dans l'oblast de Tver en Russie. Jusqu'en 1982, c'est une centrale au fioul, puis, elle est transformée en centrale avec chaudières au gaz.
L'entreprise est décorée de l'ordre de Lénine en 1971. Avec l'ukase du 15 décembre 1972 du Præsidium du Soviet suprême on lui attribue le nom de Centrale thermique du cinquantenaire de l'URSS qu'elle gardera jusqu'à la chute du bloc communiste. 
Aujourd'hui, elle appartient au groupe Enel OGK-5.